# Mrazarnik
Mrazarnik (makedonska: Мразарник) är en bergstopp i Nordmakedonien. Den ligger i kommunen Bitola, i den sydvästra delen av landet, 120 kilometer söder om huvudstaden Skopje. Toppen på Mrazarnik är 2 212 meter över havet.